# Litani (Lawa)
Litani ili Itany je rijeka koja čini dio granice između Surinama i Francuske Gijane. To je pritok, ili gornji tok, Maronija. Granica je sporna, a Surinam također polaže pravo na zemlju istočno od rijeke.
Rijeka Litani teče u Lawu blizu Antecume Pata, a napaja se iz potoka Loë i Oelemari. Rijeku je prvi istražio 1950. godine A. Franssen Herderschee u planinama Tumuk Humak. Ukupna dužina Litanija, Lave i Maronija je 612 km. 